# Bruce Furniss
Bruce MacFarlane Furniss (né le 27 mai 1957 à Fresno) est un ancien nageur américain spécialiste des épreuves de nage libre.

## Biographie
Lors des Mondiaux 1975, Furniss se révèle en devenant vice-champion du monde sur 200 m et 400 m nage libre. Il avait auparavant amélioré le record du monde du 200 m nage libre à Long Beach. Âgé de 19 ans, il obtient le sacre olympique à Montréal en 1976 sur l'épreuve du 200 m nage libre en battant le record du monde de la spécialité. Deux jours plus tard, il obtient une seconde médaille d'or avec le relais américain 4 × 200 m nage libre (record du monde à la clé). En 1978, il devient champion du monde sur l'épreuve du relais 4 × 200 m nage libre.
En 1987, il est honoré en tant que membre de l'International Swimming Hall of Fame.
Son frère, Steve Furniss, fut également un nageur médaillé de bronze aux Jeux olympiques de Munich en 1972.
Bruce Furniss est diplômé de l'université du Sud de la Californie et en 1979 de l'École de communication Annenberg de l'USC, où il a obtenu son baccalauréat en journalisme. Furniss a ensuite travaillé dans le marketing et les relations publiques, et a écrit pour Swimming World.

## Palmarès

### Jeux olympiques
- Jeux olympiques de 1976 à Montréal (Canada) :
  -  Médaille d'or du 200 m nage libre.
  -  Médaille d'or au titre du relais 4 × 200 m nage libre.

### Championnats du monde
- Championnats du monde 1975 à Cali (Colombie) :
  -  Médaille d'or au titre du relais 4 × 100 m nage libre.
  -  Médaille d'argent du 200 m nage libre.
  -  Médaille d'argent du 400 m nage libre.

- Championnats du monde 1978 à Berlin (Allemagne de l'Ouest) :
  -  Médaille d'or au titre du relais 4 × 200 m nage libre.

## Records
- 200 m nage libre en grand bassin :
  - Record du monde du 18 juin 1975 au 19 juillet 1976 (4 améliorations).

- Relais 4 × 200 m nage libre en grand bassin :
  - Relayeur lors de 4 records du monde entre 1975 et 1978.